# Actinophorus
Actinophorus là một chi bọ cánh cứng thuộc họ Scarabaeidae.